# Brendan Moar
Brendan Moar (Sydney, 11 aprile 1969) è un conduttore televisivo e attore australiano.

## Filmografia[1][2]

### Programmi televisivi
- Future Gardens (2000, presentatore)
- By Design (1999-2000, presentatore)
- Home (2001-2006, presentatore)
- Moar Gardening (2003, presentatore)
- Future Homes (2004-2005, presentatore)
- Antiques Roadshow Australia (2006, presentatore)
- Postcards from Home (2006, presentatore)
- Crown Australian Celebrity Poker Challenge (2006, concorrente in una puntata)
- Dry Spell Gardening (2008, presentatore)
- Brendan's Green Gift (2008, presentatore)
- The 7PM Project (2010, ospite nella puntata 1x162)
- Things My Mother Taught Me (2010, presentatore)
- The Renovators - Case fai da te (2011-in corso, presentatore)

### Serie televisive
- Le nuove avventure di Flipper (1998, episodio 3x04 "U-Boat")
- The Lost World (1999, nel ruolo di Gunther)
- Water Rats (2001, episodio "Jackpot", nel ruolo di Nathan Penn)
- Always Greener (2001-2002, quattro episodi, nel ruolo di Greg McNamara)

### Film
- Chameleon II: Death Match (1999, nel ruolo di Johnson)
- Volo 762 - Codice rosso (2000, nel ruolo di Tom Kelly)

### Teatro
- Barnum (1996, nel ruolo di Barnum)
- Beauty and the Beast (1996-1997, nel ruolo di Ensemble/Coperchio della bestia)
- Hard Swallow (1998, nel ruolo di Rush)
- Wanna Go Home, Baby? (2000)

## Doppiatori italiani
- Giorgio Bonino in The Renovators - Case fai da te